# 蒲生田原子力発電所
蒲生田原子力発電所（がもうだげんしりょくはつでんしょ）は、四国電力が蒲生田岬のある徳島県阿南市椿町尻杭に建設を計画していた原子力発電所である。

## 経緯
- 1968年　四国電力社長が最初の有力候補地のひとつと表明。この時は反対運動が強く第一原発は伊方になる。
- 1976年6月9日　第二原発の候補地として再浮上[2]。
- 1979年6月　反対運動の高まりとスリーマイル島原子力発電所事故の衝撃もあり、阿南市長が白紙撤回。
- 2013年　蒲生田原子力発電所と、紀伊水道を挟んだ対岸の和歌山県日高郡日高町の関西電力日高原子力発電所の反対運動を描いたドキュメンタリー映画が製作された[3]。